# Gen realizador
Se definiría gen realizador como aquel gen de diferenciación celular que codifica productos característicos de tipos celulares, convirtiendo señales abstractas como la expresión de proteínas en operaciones reales para la conformación de estructuras anatómicas de gran complejidad durante el desarrollo embrionario.
Hacia los años 1970 los estudios científicos en el desarrollo embrionario de la mosca de la fruta comenzaron a acotar los procesos de diferenciación celular que dan lugar a un ser vivo pluricelular de acuerdo a un diseño corporal determinado. El grupo de Antonio García-Bellido trabajó con la generación de mutantes de la mosca durante su desarrollo embrionario exponiendo sus resultados en un congreso organizado por CIBA Foundation en 1975. La conclusión de sus experimentos fue la existencia de una jerarquía en los genes homeóticos, es decir, los genes responsables del desarrollo embrionario en sus etapas iniciales. Dentro de este grupo por un lado se encontrarían los genes selectores que expresan sus productos en forma de señales dentro de cada célula para la diferenciación, que son activados por las señales de otros genes llamados genes activadores que son el origen de todo el ciclo. Por el otro lado se encontrarían los genes realizadores que son los responsables de convertir las diferentes señales en un resultado efectivo durante el desarrollo. La expresión de estos genes serían esenciales en los procesos morfogenéticos tempranos, como el ritmo y la orientación de la mitosis, el tamaño y la forma celular, la adhesión y comunicación célula-célula y, finalmente, la expresión de productos de diferenciación característicos de cada tipo celular.
Tras la presentación de la teoría por García-Bellido, en sucesivos estudios en la embriología de la mosca de la fruta se localizaron varios genes cuya expresión estaría ligadas a la regulación de los genes realizadores. La compartimentalización de estos genes en los diferentes segmentos de la larva de la mosca y la jerarquización en la expresión de estos permiten explicar el desarrollo de varias estructuras como la musculatura, el sistema nervioso y el sistema digestivo. Su mecanismo de acción está empezando a quedar desvelado con el descubrimiento de que los genes homeóticos pueden unirse al ADN para regular la expresión de otros genes. Un grupo de estos genes serían los de la familia Hox, identificados primero en la mosca de la fruta, pero presentes en la mayor parte de los metazoos. Se han identificado al menos 20 dianas donde estos genes se pueden unir al ADN para regular la expresión de otros genes, pero de los cuales sólo algunos se corresponderían con la definición estricta de gen realizador teorizada por Antonio García-Bellido.
De manera contra intuitiva, estos genes son de reducido número, desarrollando funciones similares entre las diferentes especies y cuyas secuencias apenas han cambiado desde la aparición de los primeros seres pluricelulares que dan lugar a todos los metazoos. A pesar de esta conservación en su secuencia génica, la expresión de estos genes se considera que resultan fundamentales para la conformación de las diversas estructuras anatómicas de los organismos, desde las alas de los artrópodos hasta la formación del encéfalo en los mamíferos. Esta propiedad los convierten en objeto de estudio en el campo de la biología que relaciona los procesos evolutivos con los eventos críticos durante el desarrollo embrionario.
En los últimos años algunos investigadores integran la teoría de García-Bellido en el marco de la Epigenética a la hora de determinar el papel que puede jugar el ambiente en la generación de variaciones en el desarrollo y su potencial papel en los mecanismos evolutivos en las poblaciones. De esta manera, algunos factores ambientales como la temperatura actuarían como señal para los genes realizadores y afectar al desarrollo embrionario sin que ello implique la mutación de ninguno de estos genes.